# لودویگ پاول
لودویگ پاول (به آلمانی: Ludwig Paul) استاد ایرانشناسی و زبان‌های ایرانی در دانشگاه هامبورگ است.

## سابقه علمی
او از ۱۹۸۶ تا ۱۹۹۵ زبانشناسی و ایرانشناسی را در دانشگاه گوتینگن و زیر نظر دیوید نیل مکنزی آموخت و در سال ۱۹۹۶ با دفاع از تز «گرامر و لهجه‌شناسی زبان بومی آناتولی شرقی ایرانی زازاکی»، از آنجا دکترایش را گرفت.
او در سال‌های ۱۹۹۵–۱۹۹۶ برای دوره پست‌دکترا در مؤسسه Van Leer در اورشلیم گذرانید. از سال ۱۹۹۶ تا ۲۰۰۳ و در دانشکده ایرانشناسی دانشگاه گوتینگن، به عنوان دستیار فیلیپ کرینبروک در ۲۰۰۲ بود که در آنجا مطالعات واژه‌شناسی متون فارسی-یهود در گِنیزه قاهره را فراگرفت. از آوریل ۲۰۰۳، او استاد مدعو ایرانشناسی در دانشگاه هامبورگ بود که در سال ۲۰۰۴، در آنجا استخدام شد.

## آثار برگزیده
- Reviewed Work: Zazaki: Grammatik und Versuch einer Dialektologie by Ludwig Paul, Review by: J. Elfenbein, Journal of the Royal Asiatic Society, Third Series, Vol. 10, No. 2 (Jul. , 2000), pp. 255–257
- Ludwig Paul. “Zur Geschichte der Iranistik an der Universität Göttingen, 1869-1974,” Iranistik 3/1, Teheran, 2004, pp. 5–16.
- Ludwig Paul, GÖTTINGEN, "UNIVERSITY OF, HISTORY OF IRANIAN STUDIES" in Encyclopædia Iranica
- Persian Origins: Early Judaeo-Persian and the Emergence of New Persian: Collected Papers of the Symposium, Göttingen 1999